# José María Arancedo
José María Arancedo, né à Buenos Aires le 26 octobre 1940, est un prélat argentin, évêque de Mar del Plata puis archevêque métropolitain de l'archidiocèse de Santa Fe de la Vera Cruz et président de la Conférence épiscopale argentine.

## Biographie
Il est ordonné prêtre en 1967 et devient docteur en droit canonique de la Grégorienne de Rome. En 1988, il est nommé évêque titulaire de Selemselae (de) et évêque auxiliaire de Lomas de Zamora par Jean-Paul II. Le 19 novembre 1991, il est nommé évêque de Mar del Plata, charge qu'il assume jusqu'au 13 février 2003,  quand il est choisi comme archevêque de Santa Fe de la Vera Cruz.
Il occupe de hautes fonctions dans l'Église catholique argentine qui incluent la vice-présidence de la Conférence épiscopale argentine. Le 8 novembre 2011, pendant la 102e assemblée plénière de cet organisme, il est choisi pour succéder au cardinal Bergoglio (futur pape François), comme président de la Conférence épiscopale argentine pour la période 2011-2014. Il est réélu pour la période 2014-2017.
Le pape François le convoque en tant que père synodal à participer au Synode extraordinaire des évêques sur la famille (2014), comme président de la conférence épiscopale argentine.
Sa démission pour raison d'âge est acceptée le 17 avril 2018.